# Universidade Normal de Chequião
A Universidade Normal de Chequião (ZJNU) é uma universidade pública abrangente na cidade de Jinhua, província de Chequião, China. Seu campus principal fica ao lado do parque nacional da caverna Shuanglong e cobre uma área de mais de 220 hectares com um espaço total de mais de um milhão de metros quadrados.